# Benidorm Fest
Benidorm Fest – festiwal piosenki organizowany w Hiszpanii przez krajowego nadawcę publicznego RTVE we współpracy z Generalitat Valenciana, a jednocześnie krajowe eliminacje do Konkursu Piosenki Eurowizji.

## Tło
W 1959 roku na podstawie włoskiego Festiwalu Piosenki Włoskiej w San Remo powstał Festival Español de la Canción de Benidorm (pol. Hiszpański Festiwal Piosenki w Benidormie). Jego mechanika pomiędzy 1959 a 1971 polegała na prezentowaniu utworów przez dwóch artystów, jak to bywało na ówczesnych festiwalach piosenki; triumf piosenki „Un telegrama” Monny Bell i jej ogromny sukces w ówczesnej Hiszpanii gwarantowały ciągłość festiwalu w Benidormie, mimo że organizację festiwalu próbowały przejąć niektóre miasta południowej Hiszpanii. Zmiany w pejzażu muzycznym i audiowizualnym wywołane przemianami politycznymi doprowadziły do rosnącego braku zainteresowania festiwalem, którego organizację porzucono w 1979 oraz 1984 roku oraz jego przemianę w konkurs przystosowany do młodszej publiczności, co jednak się nie powiodło i skutkowało odwołaniem festiwalu w 1986 roku.

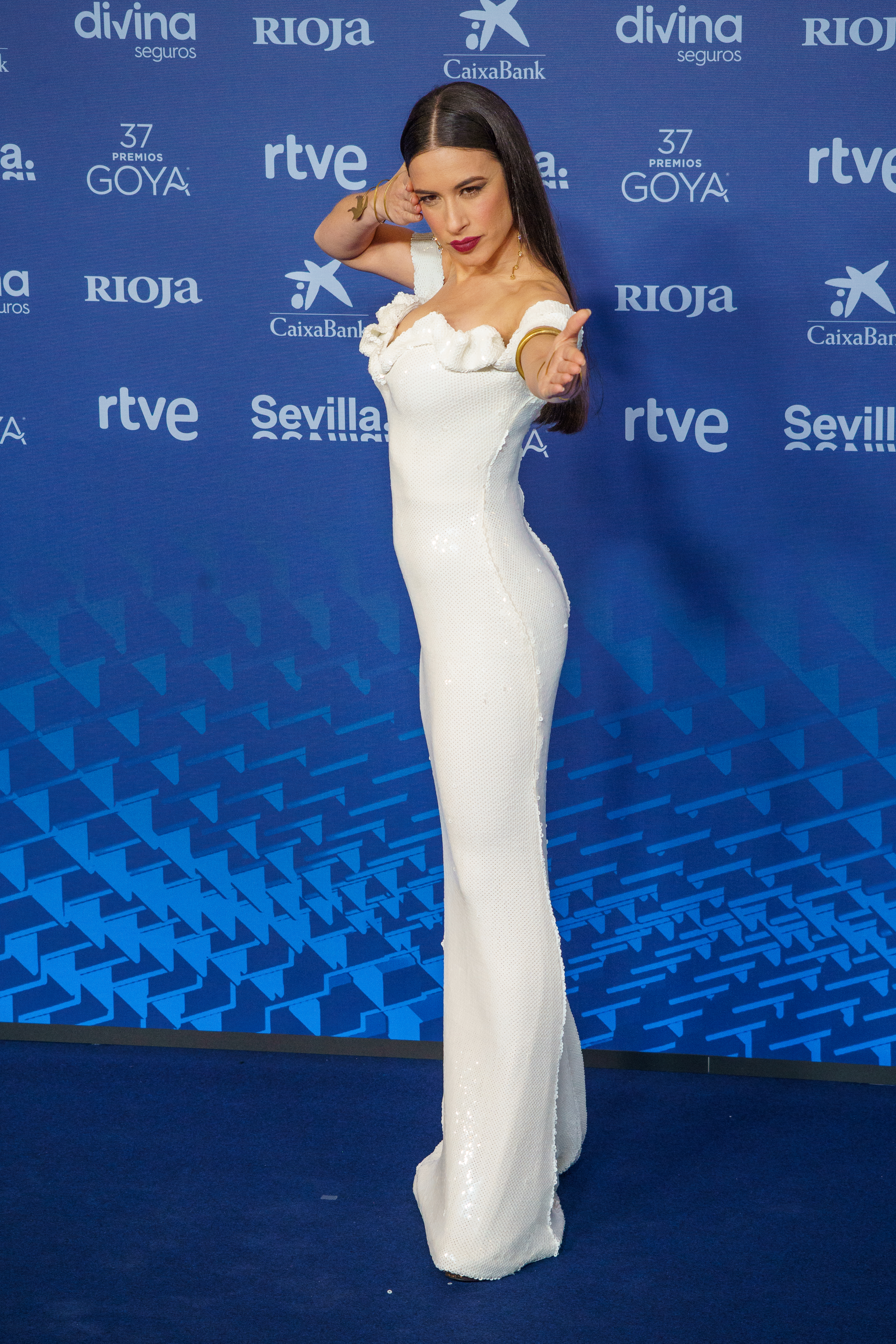
Zwyciężczyni Benidorm Fest 2023, Blanca Paloma.

W 1993 roku, po siedmioletniej przerwie, ponownie postanowiono zorganizować konkurs. W 2004 roku nabrał on charakter międzynarodowy oraz przybrał nową nazwę Festival Internacional de la Canción de Benidorm (pol. Międzynarodowy Festiwal Piosenki w Benidormie), ale już w 2006 roku po raz kolejny odwołano organizację festiwalu ze względu na niewielkie zaangażowanie publiczności i mediów. W lipcu 2021 roku podczas konferencji prasowej na żywo z Benidormu prezes Generalitat Valenciana, Ximo Puig, wraz z burmistrzem miasta Antonio Pérezem, ogłosili powrót festiwalu w 2022 roku, który począwszy od tego roku miał wyłaniać reprezentanta Hiszpanii w Konkursie Piosenki Eurowizji. We wrześniu ujawniono, iż festiwal zostanie przemianowany na Benidorm Fest. 

## Zwycięzcy
| Rok  | Piosenka   | Artysta       | Wynik w finale Eurowizji | Punkty |
| ---- | ---------- | ------------- | ------------------------ | ------ |
| 2022 | „SloMo”    | Chanel        | 3. miejsce               | 459    |
| 2023 | „Eaea”     | Blanca Paloma | 17. miejsce              | 100    |
| 2024 | „Zorra”    | Nebulossa     | 22. miejsce              | 30     |
| 2025 | „Esa diva” | Melody        | 24. miejsce              | 37     |